# Elecciones al Parlamento de Navarra de 2015
Las elecciones al Parlamento de Navarra de 2015, que antecedieron a la IX legislatura, se celebraron el 24 de mayo de 2015, en el marco de las elecciones autonómicas y municipales celebradas ese día en España. Se eligieron los 50 diputados del Parlamento de Navarra.

## Candidaturas

### Candidaturas que obtuvieron representación en el Parlamento
| Partido                                  | Candidato                        | Observaciones |
| ---------------------------------------- | -------------------------------- | --- |
| Unión del Pueblo Navarro (UPN)           | José Javier Esparza Abaurrea     | |
| Geroa Bai (GBai)                         | Uxue Barkos Berruezo             | Coalición integrada por Partido Nacionalista Vasco, Zabaltzen y personas adscritas, que en las elecciones anteriores se presentaron en Nafarroa Bai, una coalición más amplia.       |
| Euskal Herria Bildu (EH Bildu)           | Adolfo Araiz Flamarique          | Coalición integrada por Aralar, Eusko Alkartasuna, Alternatiba y Sortu. En 2011 Aralar se presentó dentro de Nafarroa Bai, y EA dentro de Bildu; Sortu aún no había sido legalizado. |
| Podemos-Ahal Dugu                        | Laura Lucía Pérez Ruano          | |
| Partido Socialista de Navarra (PSN-PSOE) | María Victoria Chivite Navascués | |
| Partido Popular de Navarra (PP)          | Ana María Beltrán Villalba       | |
| Izquierda-Ezkerra (I-E)                  | José Miguel Nuin Moreno          | Coalición integrada por Izquierda Unida de Navarra, Batzarre, Los Verdes-Grupo Verde y Plataforma Navarra por el Cambio.                                                             |

### Candidaturas que no obtuvieron representación en el Parlamento
| Partido                                                                      | Candidato                     |
| ---------------------------------------------------------------------------- | ----------------------------- |
| Ciudadanos-Partido de la Ciudadanía (Cs)                                     | Diego Paños Olaiz             |
| Partido Animalista Contra el Maltrato Animal (PACMA)                         | María Yazmina Larumbe Navarro |
| Equo-Partido Verde Europeo-Europako Alderdi Berdea (Equo)                    | David Marzo Pérez             |
| Unión Progreso y Democracia (UPyD)                                           | Miguel Zarranz Elso           |
| Representación Cannábica Navarra-Nafarroako Ordezkaritza Kanabikoa (RCN-NOK) | Ramón Morcillo Navaz          |
| Libertad Navarra-Libertate Nafarra (LN)                                      | Mikel Iriarte Galán           |
| Solidaridad y Autogestión Internacionalista (SAIn)                           | Luis Miguel Latasa Asso       |

## Encuestas
| Encuesta              | Fecha      | UPN      | PSN-PSOE | Geroa Bai | EH Bildu | PP     | I-E    | Podemos | UPyD  | Cs    | Otros  | Abstención |
| --------------------- | ---------- | -------- | -------- | --------- | -------- | ------ | ------ | ------- | ----- | ----- | ------ | ---------- |
| Resultados de 2011    | 22/5/2011  | 35,4 %   | 16,3 %   | 15,8 % a  | 13,6 % b | 7,5 %  | 5,9 %  | -       | 0,7 % | -     | 4,9 %  | 32,6 %     |
| Escaños obtenidos     |            | 19       | 9        | 8 a       | 7 b      | 4      | 3      | -       | -     | -     | -      | -          |
| Elecciones generales  | 20/11/2011 | 39,0 % c | 22,5 %   | 13,1 %    | 15,2 %   | -      | 6,6 %  | -       | 2,1 % | -     | 2,6 %  | 31,1 %     |
| Proyección de escaños |            | 20 c     | 12       | 7         | 8        | -      | 3      | -       | -     | -     | -      | -          |
| Gara                  | 23/4/2012  | 35,0 %   | 13,0 %   | 16,9 %    | 18,7 %   | 4,8 %  | 6,8 %  | -       | -     | -     | 4,8 %  | 30,0 %     |
| Proyección de escaños |            | 19       | 7        | 9         | 10       | 2      | 3      | -       | -     | -     | -      | -          |
| NC Report             | 13/5/2013  | 18       | 9        | 8         | 8        | 4      | 3      | -       | -     | -     | -      | -          |
| Gizaker               | 8/6/2013   | 15       | 8        | 10        | 11       | 2      | 4      | -       | -     | -     | -      | -          |
| NC Report             | 19/11/2013 | 16-17    | 9        | 10-11     | 10       | 3      | 3-4    | -       | -     | -     | -      | -          |
| Inpactos              | 26/2/2014  | 23,5 %   | 21,0 %   | 16,5 %    | 17,5 %   | 5,0 %  | 12,0 % | -       | -     | -     | 2,5 %  | -          |
| Proyección de escaños |            | 13       | 11       | 9         | 9        | 2      | 6      | -       | -     | -     | -      | -          |
| Elecciones europeas   | 25/5/2014  | -        | 14,9 %   | -         | 20,7 %   | 25,8 % | 9,8 %  | 9,6 %   | 4,7 % | 1,8 % | 12,6 % | 53,6 %     |
| Proyección de escaños |            | -        | 9        | -         | 12       | 16     | 6      | 5       | 2     | -     | -      | -          |
| J. J. Domínguez       | 16/10/2014 | 14-16    | 5-7      | 6-8       | 9-11     | 0-2    | 1      | 8-10    | 0-1   | -     | -      | -          |
| Torrene Consulting    | 31/10/2014 | 23,1 %   | 12,1 %   | 11,3 %    | 16,4 %   | 8,5 %  | 4,5 %  | 15,6 %  | -     | -     | -      | 30,1 %     |
| Proyección de escaños |            | 13       | 7        | 6         | 9        | 4      | 2      | 9       | -     | -     | -      | -          |
| Orbere                | 7/11/2014  | 9,9 %    | 6,3 %    | 5,5 %     | 13,4 %   | 2,0 %  | 2,7 %  | 22,9 %  | 1,8 % | -     | 4,7 %  | 11,6 %     |
| Proyección de escaños |            | 8        | 5        | 4         | 11       | 1      | 2      | 18      | 1     | -     | -      | -          |
| NC Report             | 11/3/2015  | 22,3 %   | 11,2 %   | 9,4 %     | 16,5 %   | 10,2 % | 5,2 %  | 8,6 %   | -     | 9,7 % | 6,9 %  | -          |
| Proyección de escaños |            | 12-13    | 6-7      | 5-6       | 8-9      | 5-6    | 2-3    | 4-5     | -     | 5-6   | -      | -          |
| Gizaker               | 22/3/2015  | 24,2 %   | 13,9 %   | 15,8 %    | 14,4 %   | 5,2 %  | 3,3 %  | 16,4 %  | 2,3 % | 3,0 % | 1,5 %  | 28,8 %     |
| Proyección de escaños |            | 13       | 7        | 9         | 8        | 2      | 1      | 9       | -     | 1     | -      | -          |
| Herkap                | 23/3/2015  | 22,5 %   | 10,4 %   | 7,8 %     | 17,3 %   | 9,5 %  | 6,4 %  | 13,9 %  | -     | 7,7 % | 4,3 %  | 22,0 %     |
| Proyección de escaños |            | 13       | 5        | 4         | 9        | 5      | 3      | 7       | -     | 4     | -      | -          |
| Cíes                  | 17/4/2015  | 26,1 %   | 10,2 %   | 17,1 %    | 13,7 %   | 6,4 %  | 3,2 %  | 14,7 %  | -     | 5,9 % | -      | 29,0 %     |
| Proyección de escaños |            | 14-15    | 5        | 9         | 7        | 3      | 0-1    | 8       | -     | 3     | -      | -          |
| CIS                   | 19/4/2015  | 20,8 %   | 11,2 %   | 10,0 %    | 12,5 %   | 6,7 %  | 5,1 %  | 19,9 %  | 0,5 % | 8,7 % | 1,9 %  | -          |
| Proyección de escaños |            | 11-12    | 6        | 5         | 7        | 3      | 2      | 11      | -     | 4-5   | -      | -          |
| J. J. Domínguez       | 20/4/2015  | 13-15    | 7-9      | 5-7       | 8-10     | 1-3    | 2-4    | 3-5     | -     | 1-3   | -      | 28,0 %     |
| Inpactos              | 28/4/2015  | 14       | 8        | 6         | 8        | 2      | 3      | 7       | -     | 2     | -      | 24,0 %     |
| Cíes                  | 7/5/2015   | 28,5 %   | 9,6 %    | 15,1 %    | 13,1 %   | 5,6 %  | 3,6 %  | 13,8 %  | -     | 8,2 % | -      | 29,0 %     |
| Proyección de escaños |            | 15-16    | 5        | 8         | 6-7      | 2-3    | 1-2    | 7-8     | -     | 4     | -      | -          |
| Gizaker               | 13/5/2015  | 24,3 %   | 11,5 %   | 17,9 %    | 16,1 %   | 4,4 %  | 3,1 %  | 14,3 %  | 1,4 % | 4,3 % | 2,5 %  | 23,8 %     |
| Proyección de escaños |            | 13       | 6        | 10        | 8        | 2      | 1      | 8       | -     | 2     | -      | -          |
| NC Report             | 17/5/2015  | 22,3 %   | 11,9 %   | 11,0 %    | 15,2 %   | 8,3 %  | 5,2 %  | 10,8 %  | -     | 8,5 % | 6,8 %  | -          |
| Proyección de escaños |            | 12-13    | 6-7      | 6         | 8-9      | 4-5    | 2-3    | 6       | -     | 4-5   | -      | -          |
| Encuesta              | Fecha      | UPN      | PSN-PSOE | Geroa Bai | EH Bildu | PP     | I-E    | Podemos | UPyD  | Cs    | Otros  | Abstención |

a Datos relativos a Nafarroa Bai, una coalición más amplia.

b Datos relativos a la coalición Bildu, que no incluía a Aralar.

c Coalición de UPN y PP.

### Sondeos publicados el día de las elecciones
El día de las elecciones, tras el cierre de las urnas, a las 20:00 horas, la cadena de televisión Antena 3 publicó los resultados en escaños de las encuestas que la empresa GAD3 había venido realizando durante las dos últimas semanas.
| Instituto | Medio de publicación | Fecha     | Hora  |       |     |     |     |     |     |     |     |
| --------- | -------------------- | --------- | ----- | ----- | --- | --- | --- | --- | --- | --- | --- |
| GAD3      | Antena3              | 24/5/2015 | 20:00 | 15-16 | 8-9 | 7-8 | 6-7 | 6-7 | 3-4 | 1-2 | 0-1 |

## Resultados
Para optar al reparto de escaños, la candidatura debe obtener al menos el 3% de los votos válidos emitidos.
| ← Elecciones al Parlamento de Navarra de 2015 → |                                                                              |        |       |         |      |
| Presidente y gobierno | Partido                                                                      | Votos  | %     | Escaños | +/–  |
| - Presidenta: Uxue Barkos - Gobierno: Geroa Bai, EH Bildu, Podemos, I-E - Censo: 501.267 - Participación: 342.173 (68,26%) - Abstención: 159.094 (31,74%) - Válidos: 337.895 (98,74%) - A candidatura: | Unión del Pueblo Navarro (UPN)                                               | 92.705 | 27,44 | 15      | –4   |
| - Presidenta: Uxue Barkos - Gobierno: Geroa Bai, EH Bildu, Podemos, I-E - Censo: 501.267 - Participación: 342.173 (68,26%) - Abstención: 159.094 (31,74%) - Válidos: 337.895 (98,74%) - A candidatura: | Geroa Bai (GBai)                                                             | 53.497 | 15,83 | 9       | +1 a |
| - Presidenta: Uxue Barkos - Gobierno: Geroa Bai, EH Bildu, Podemos, I-E - Censo: 501.267 - Participación: 342.173 (68,26%) - Abstención: 159.094 (31,74%) - Válidos: 337.895 (98,74%) - A candidatura: | Euskal Herria Bildu (EH Bildu)                                               | 48.166 | 14,25 | 8       | +1 b |
| - Presidenta: Uxue Barkos - Gobierno: Geroa Bai, EH Bildu, Podemos, I-E - Censo: 501.267 - Participación: 342.173 (68,26%) - Abstención: 159.094 (31,74%) - Válidos: 337.895 (98,74%) - A candidatura: | Podemos-Ahal Dugu                                                            | 46.207 | 13,67 | 7       | +7   |
| - Presidenta: Uxue Barkos - Gobierno: Geroa Bai, EH Bildu, Podemos, I-E - Censo: 501.267 - Participación: 342.173 (68,26%) - Abstención: 159.094 (31,74%) - Válidos: 337.895 (98,74%) - A candidatura: | Partido Socialista de Navarra (PSN-PSOE)                                     | 45.164 | 13,37 | 7       | –2   |
| - Presidenta: Uxue Barkos - Gobierno: Geroa Bai, EH Bildu, Podemos, I-E - Censo: 501.267 - Participación: 342.173 (68,26%) - Abstención: 159.094 (31,74%) - Válidos: 337.895 (98,74%) - A candidatura: | Partido Popular de Navarra (PP)                                              | 13.289 | 3,93  | 2       | –2   |
| - Presidenta: Uxue Barkos - Gobierno: Geroa Bai, EH Bildu, Podemos, I-E - Censo: 501.267 - Participación: 342.173 (68,26%) - Abstención: 159.094 (31,74%) - Válidos: 337.895 (98,74%) - A candidatura: | Izquierda-Ezkerra (I-E)                                                      | 12.482 | 3,69  | 2       | –1   |
| - Presidenta: Uxue Barkos - Gobierno: Geroa Bai, EH Bildu, Podemos, I-E - Censo: 501.267 - Participación: 342.173 (68,26%) - Abstención: 159.094 (31,74%) - Válidos: 337.895 (98,74%) - A candidatura: | Ciudadanos-Partido de la Ciudadanía (Cs)                                     | 9.993  | 2,96  | 0       |      |
| - Presidenta: Uxue Barkos - Gobierno: Geroa Bai, EH Bildu, Podemos, I-E - Censo: 501.267 - Participación: 342.173 (68,26%) - Abstención: 159.094 (31,74%) - Válidos: 337.895 (98,74%) - A candidatura: | Partido Animalista Contra el Maltrato Animal (PACMA)                         | 2.304  | 0,68  | 0       |      |
| - Presidenta: Uxue Barkos - Gobierno: Geroa Bai, EH Bildu, Podemos, I-E - Censo: 501.267 - Participación: 342.173 (68,26%) - Abstención: 159.094 (31,74%) - Válidos: 337.895 (98,74%) - A candidatura: | Equo-Partido Verde Europeo-Europako Alderdi Berdea (Equo)                    | 2.170  | 0,64  | 0       |      |
| - Presidenta: Uxue Barkos - Gobierno: Geroa Bai, EH Bildu, Podemos, I-E - Censo: 501.267 - Participación: 342.173 (68,26%) - Abstención: 159.094 (31,74%) - Válidos: 337.895 (98,74%) - A candidatura: | Unión Progreso y Democracia (UPyD)                                           | 1.740  | 0,51  | 0       |      |
| - Presidenta: Uxue Barkos - Gobierno: Geroa Bai, EH Bildu, Podemos, I-E - Censo: 501.267 - Participación: 342.173 (68,26%) - Abstención: 159.094 (31,74%) - Válidos: 337.895 (98,74%) - A candidatura: | Representación Cannábica Navarra-Nafarroako Ordezkaritza Kanabikoa (RCN-NOK) | 1.733  | 0,51  | 0       |      |
| - Presidenta: Uxue Barkos - Gobierno: Geroa Bai, EH Bildu, Podemos, I-E - Censo: 501.267 - Participación: 342.173 (68,26%) - Abstención: 159.094 (31,74%) - Válidos: 337.895 (98,74%) - A candidatura: | Libertad Navarra-Libertate Nafarra (LN)                                      | 955    | 0,28  | 0       |      |
| - Presidenta: Uxue Barkos - Gobierno: Geroa Bai, EH Bildu, Podemos, I-E - Censo: 501.267 - Participación: 342.173 (68,26%) - Abstención: 159.094 (31,74%) - Válidos: 337.895 (98,74%) - A candidatura: | Solidaridad y Autogestión Internacionalista (SAIn)                           | 880    | 0,26  | 0       |      |
| - Presidenta: Uxue Barkos - Gobierno: Geroa Bai, EH Bildu, Podemos, I-E - Censo: 501.267 - Participación: 342.173 (68,26%) - Abstención: 159.094 (31,74%) - Válidos: 337.895 (98,74%) - A candidatura: | Nulos                                                                        | 4.280  | 1,25  |         |      |
| - Presidenta: Uxue Barkos - Gobierno: Geroa Bai, EH Bildu, Podemos, I-E - Censo: 501.267 - Participación: 342.173 (68,26%) - Abstención: 159.094 (31,74%) - Válidos: 337.895 (98,74%) - A candidatura: | En blanco                                                                    | 6.610  | 1,96  |         |      |

a Respecto a Nafarroa Bai, en la que también estaba Aralar.

b Respecto a Bildu, que no incluía a Aralar.

### Comparación porcentual entre votos y escaños
En las siguientes tablas se puede observar el espacio porcentual que ocupan las listas de los partidos por voto ciudadano directo y por el reparto de escaños que le sucedió.

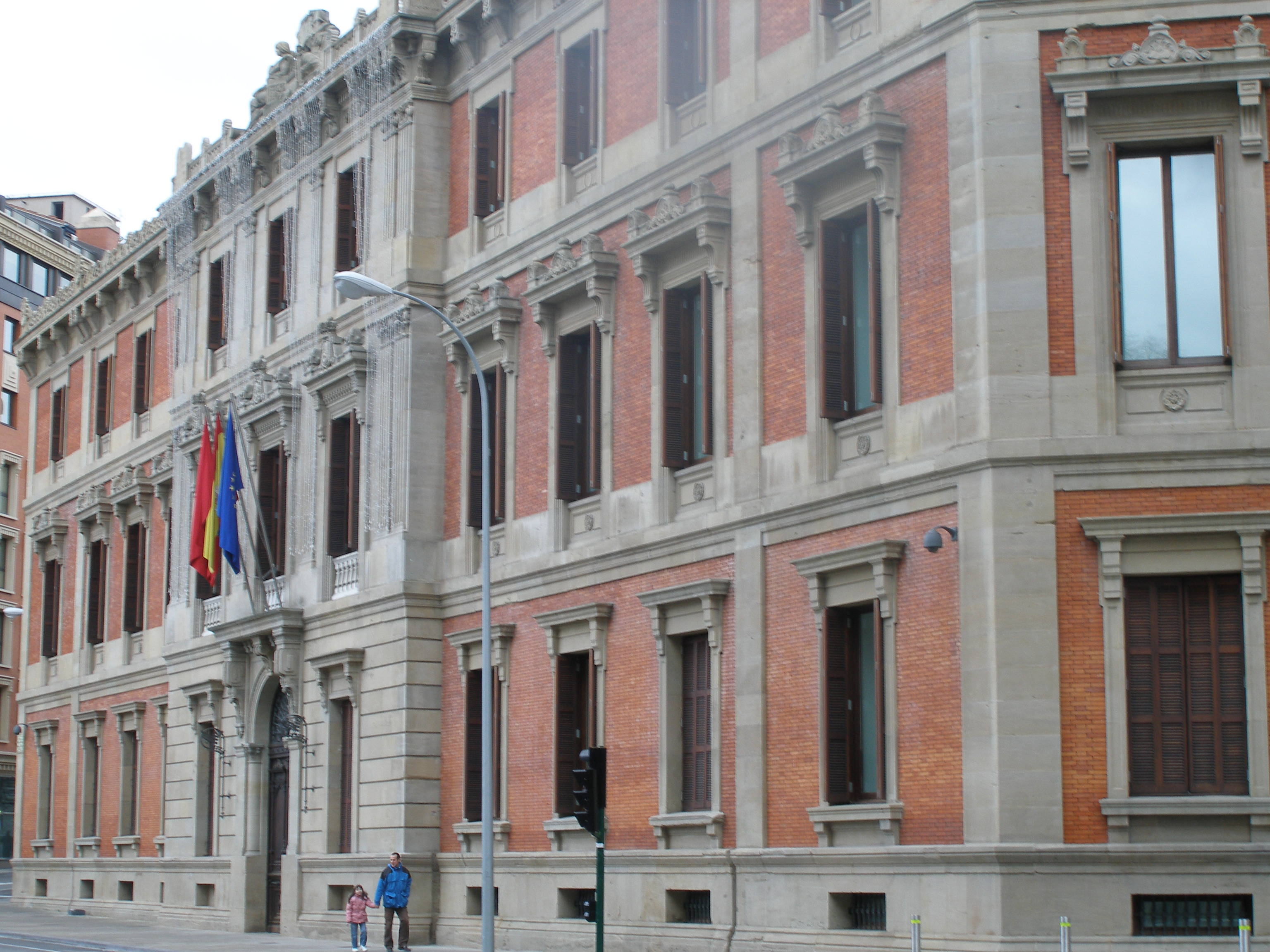
Vista exterior de las Cortes de Navarra.

| \| Voto ciudadano \| Voto ciudadano \| Voto ciudadano \| Voto ciudadano \| Voto ciudadano \| \| --------------- \| --------------- \| -------------- \| -------------- \| -------------- \| \| Partido \| Partido \| \| Porcentaje \| Porcentaje \| \| UPN \| UPN \| \| 27.44 % \| 27.44 % \| \| GBai \| GBai \| \| 15.83 % \| 15.83 % \| \| EH Bildu \| EH Bildu \| \| 14.25 % \| 14.25 % \| \| Podemos \| Podemos \| \| 13.67 % \| 13.67 % \| \| PSN \| PSN \| \| 13.37 % \| 13.37 % \| \| PP \| PP \| \| 3.93 % \| 3.93 % \| \| I-E \| I-E \| \| 3.69 % \| 3.69 % \| \| Cs \| Cs \| \| 2.96 % \| 2.96 % \| \| Otros \| Otros \| \| 2.88 % \| 2.88 % \| \| Votos en blanco \| Votos en blanco \| \| 1.96 % \| 1.96 % \| |                 |  |            |            |
| Voto ciudadano |                 |  |            |            |
| Partido | Partido         |  | Porcentaje | Porcentaje |
| UPN | UPN             |  | 27.44 %    | 27.44 %    |
| GBai | GBai            |  | 15.83 %    | 15.83 %    |
| EH Bildu | EH Bildu        |  | 14.25 %    | 14.25 %    |
| Podemos | Podemos         |  | 13.67 %    | 13.67 %    |
| PSN | PSN             |  | 13.37 %    | 13.37 %    |
| PP | PP              |  | 3.93 %     | 3.93 %     |
| I-E | I-E             |  | 3.69 %     | 3.69 %     |
| Cs | Cs              |  | 2.96 %     | 2.96 %     |
| Otros | Otros           |  | 2.88 %     | 2.88 %     |
| Votos en blanco | Votos en blanco |  | 1.96 %     | 1.96 %     |

| \| Escaños \| Escaños \| Escaños \| Escaños \| Escaños \| \| -------- \| -------- \| ------- \| ---------- \| ---------- \| \| Partido \| Partido \| \| Porcentaje \| Porcentaje \| \| UPN \| UPN \| \| 30.00 % \| 30.00 % \| \| GBai \| GBai \| \| 18.00 % \| 18.00 % \| \| EH Bildu \| EH Bildu \| \| 16.00 % \| 16.00 % \| \| Podemos \| Podemos \| \| 14.00 % \| 14.00 % \| \| PSN \| PSN \| \| 14.00 % \| 14.00 % \| \| PP \| PP \| \| 4.00 % \| 4.00 % \| \| I-E \| I-E \| \| 4.00 % \| 4.00 % \| |          |  |            |            |
| Escaños |          |  |            |            |
| Partido | Partido  |  | Porcentaje | Porcentaje |
| UPN | UPN      |  | 30.00 %    | 30.00 %    |
| GBai | GBai     |  | 18.00 %    | 18.00 %    |
| EH Bildu | EH Bildu |  | 16.00 %    | 16.00 %    |
| Podemos | Podemos  |  | 14.00 %    | 14.00 %    |
| PSN | PSN      |  | 14.00 %    | 14.00 %    |
| PP | PP       |  | 4.00 %     | 4.00 %     |
| I-E | I-E      |  | 4.00 %     | 4.00 %     |

## Investidura
La votación para la investidura de la Presidenta del Gobierno de Navarra en el Parlamento de Navarra se celebró el 20 de julio.
| Resultado de la votación de investidura de la Presidenta del Gobierno de Navarra Mayoría absoluta: 26/50 |                                                         |       |    |   |   |   |   |   |   |       |
| Candidata                                                                                                | Fecha                                                   | Voto  |    |   |   |   |   |   |   | Total |
| Uxue Barkos (Geroa Bai)                                                                                  | 20 de julio de 2015 Mayoría requerida: Absoluta (26/50) | Sí    |    | 9 | 8 | 7 |   |   | 2 | 26/50 |
| Uxue Barkos (Geroa Bai)                                                                                  | 20 de julio de 2015 Mayoría requerida: Absoluta (26/50) | No    | 15 |   |   |   |   | 2 |   | 17/50 |
| Uxue Barkos (Geroa Bai)                                                                                  | 20 de julio de 2015 Mayoría requerida: Absoluta (26/50) | Abst. |    |   |   |   | 7 |   |   | 7/50  |
| Fuente: Parlamento de Navarra                                                                            |                                                         |       |    |   |   |   |   |   |   |       |